# Vexations

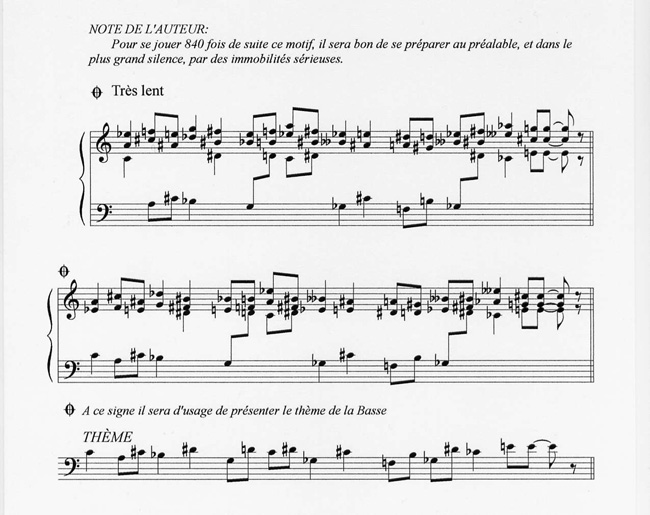
Partitura de Vexations.

Vexations es una obra musical de Erik Satie. Al parecer, concebida para teclado (aunque la única página del manuscrito no especifica un instrumento). Se imprimió por primera vez alrededor de 1949.

## Historia
Esta partitura de tan solo dieciocho notas, tenía el siguiente encabezado:

«Pour se jouer 840 fois de suite ce motif, il sera bon de se préparer au préalable, et dans le plus grand silence, par des immobilités sérieuses».
«Para tocar 840 veces este motivo, será bueno prepararse con antelación, y en el más profundo silencio, para la más intensa inmovilidad».

Se advierte al intérprete de la necesidad de prepararse de antemano para un esfuerzo que se entiende será casi más mental que físico. El deseo de Satie de repetir la composición 840 veces parece más una burla y desafío al intérprete que una pretensión seria. El carácter explorador lo llevó a crear esta obra de la que se sabe bastante poco. No se sabe si llegó a interpretarla públicamente en vida.

### Publicación
Satie no publicó esta obra en vida y no se tiene constancia de que la haya interpretado o mencionado jamás. La pieza fue impresa por primera vez en 1949  por John Cage en formato facsímil, en Contrepoints n.º 6. La primera publicación americana de la pieza se llevó a cabo en Art News Annual, vol. 27 (1958), de nuevo en formato facsímil. La primera publicación inglesa fue como una muestra grabado en un artículo de Peter Dickinson en Music Review, vol. 28 (1967). En 1969 la editorial Éditions Max Eschig produjo la primera edición comercial de la obra, colocándola segunda de una colección de tres bajo el nombre de "Pages mystiques". Dado que no hay pruebas musicológicas que vinculen Vexations a las otras piezas incluidas en el volumen, su aparición en ese contexto solamente indica el deseo de un editor de publicar composiciones sueltas de Satie en grupos de tres como las Gymnopedies, Gnossiennes, etc.

### Representaciones

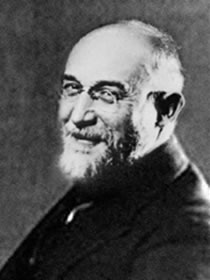
Erik Satie.

Vexations parece no haber tenido ningún historial de ejecuciones antes de que ganase terreno la idea de que la pieza debía ser tocada 840 veces. La primera de las «maratonianas» interpretaciones íntegras de la pieza fue organizada por John Cage y Lewis Lloyd, y tuvo lugar el 9 de septiembre de 1963 en el Pocket Theatre de Nueva York. En el evento diez pianistas ejecutaron la obra durante un total de 18 horas y 40 minutos. Entre los pianistas se encontraban John Cage, David Tudor, Christian Wolff, Philip Corner, Viola Farber, Robert Wood, MacRae Cook, John Cale, David Del Tredici, James Tenney, Howard Klein (el crítico de The New York Times, a quien se le pidió casualmente que tocase en el transcurso del evento) y Joshua Rifkin, junto con dos reservas.
Cage fijó el precio de la entrada en cinco dólares y mandó instalar un reloj en el vestíbulo del teatro. Cada asistente se registraba con el reloj tanto al entrar como al salir del concierto y recibía un reembolso de un centavo por cada veinte minutos de asistencia. Según Lloyd: «De esta manera la gente entenderá que cuanto más arte consuma, menos le debería costar». Pero Cage había subestimado el tiempo que iba a durar el concierto, que finalmente se extendió durante más de 18 horas. Una sola persona, el actor del Living Theater Karl Schenzer, estuvo presente durante toda la actuación. Según la edición 1971 del Libro Guinness de los Récords, el crítico del New York Times se quedó dormido a las cuatro de la madrugada y el público quedó reducido a seis personas. Al final, uno de ellos gritó: «Encore!».
A continuación se recogen algunas de las primeras representaciones de esta obra, junto con sus intérpretes y la duración de la ejecución, en caso de conocerse.
- 1963 Nueva York, Pocket Theatre, John Cage y un equipo de pianistas formado por: David Tudor, Christian Wolff, Philip Corner, Viola Farber, Robert Wood, MacRae Cook, John Cale, David Del Tredici, James Tenney, Howard Klein; 18 horas y 40 minutos.
- 1966 Berlín, Galería René Block, Nam June Paik y Charlotte Moorman y otros cinco pianistas; 18 horas y 40 minutos.
- 1967 Londres, Arts Laboratory, Drury Lane y Richard Toop; 24 horas.
- 1968 Londres, Arts Laboratory, Drury Lane y Richard Toop. Al año siguiente Toop intentó repetir la hazaña en Australia, pero después de diecisiete horas fue trasladado al hospital en coma hipoglucémico.
- 1969 Bangor Norte de Gales, Crane and Son music shop, diez estudiantes de la Universidad de Bangor; 21 horas.
- 1969 Urbana, Universidad de Illinois, James Cuomo; 11 horas y 7 minutos.
- 1969 Davis, Universidad de California, John Cage y otros once pianistas; 10 horas y 40 minutos.
- 1970 Nueva Gales del Sur, Sídney, Darlinghurst, Watters Gallery, Peter Evans. Pero la ejecución se detiene en la 595 repetición porque el intérprete es víctima de "alucinaciones demoníacas".
- 1970 Baltimore, Conservatorio Peabody, Unger Longue, Anthony Piccoli y otros veinte pianistas. Duración desconocida.
- 1970 Universidad de Maryland, Stewart Gordon y Roy H. Johnson. Duración desconocida.
- 1971 Leicester, Leicester Polytechnic, Gavin Bryars y Christopher Hobbs; 14 horas y 30 minutos.
- 1972 Estocolmo, Fylkingen, nueve pianistas; 24 horas y 46 minutos.
- 1974 Oxford, Holywell Music Room, nueve pianistas; 23 horas y 56 minutos.
- 1974 Devon, Dartington College of Arts, Richard D. Halmes y otros pianistas; 24 horas.
- 1974 Budapest, Fiatal Frederic Chopin, Reimbert de Leeuw y seis pianistas; 12 horas.
- 1975 Yorkshire, Bretton Hall College of Education, Robert Racine y seis pianistas; duración desconocida.
- 1975 Toronto, Universidad de Yorkshire, Robert Racine y seis pianistas; 12 horas.
- 1976 Ottawa, Robert Racine y seis pianistas; 14 horas.
- 1978 Montreal, Véhicule Art Gallery, Robert Racine; 14 horas y 8 minutos
- 1978 Arthabaska, Robert Racine.
- 1979 Vancouver, Western Front Gallery, Robert Racine; 17 horas
- 1985 Milán, Teatro di Porta Romana, Juan Hildago y Walter Marchetti; 19 horas.
- 1988 L'Aquila, Festival della Perdonanza, Silvio Feliciani; 19 horas y 55 minutos.
- 1989 Otranto, Castello aragonese, Silvio Feliciani y nueve pianistas; 17 horas y 20 minutos.
- 2001 Buenos Aires, Conservatorio Nacional de Música "Lopez Buchardo", 200 pianistas; 168 horas.[9]
- 2010 Perpiñán, Centro de Congresos de Perpiñán, Nicolas Horvath; 15 horas.
- 2011 Monaco, Galerie Entrepot, Nicolas Horvath; 24 horas.[10]
- 2011 Lagny-sur-Marne, Conservatoire de Musique, Nicolas Horvath; 24 horas.
- 2011 Prague, Studio Ruby, Nicolas Horvath; 14 horas.
- 2011 Rennes, Maison de quartier La Touche, Nicolas Horvath; 15 horas y 30 minutos.
- 2011 Honfleur, Galerie Danielle Bourdette-Gorzkowski, Nicolas Horvath; 10 horas.
- 2011 Villeurbanne, iglesia de Santa Teresa, Nicolas Horvath; 13 horas.
- 2012 París, Palais de Tokyo, Nicolas Horvath; 35 horas.
- 2013 Trujillo, Galería José Sabogal, Orquesta de Barro; 21 horas.
- 2014 Monaco, Galerie Entrepot, Nicolas Horvath; 24 horas
- 2014 Ponferrada, Conservatorio Cristóbal Halffter de Ponferrada. Coordinado por Luis Aracama y Jesús de Frutos; 36 pianistas; 18 horas 39 minutos 53 segundos.[11]
- 2014 Granada, Real Colegio Mayor San Bartolomé y Santiago durante las 30ª Jornadas Musicales Eduardo del Pueyo; 18 pianistas; 10 horas.[12]
- 2014 La Coruña, Conservatorio Superior de Música de La Coruña, Auditorio Andrés Gaos. Homenaje a Erik Satie coordinado por la profesora Rosa María García Barcia; 20 pianistas; 10 horas y 44 minutos.[13]
- 2015 París, Radio France, Nicolas Horvath; 24 horas
- 2016 París, Musée des Arts Décoratifs, Nicolas Horvath; 12 horas
- 2016 Le Mans, Ecole superieure des Beaux-Arts, Nicolas Horvath; 24 horas
- 2017 Le Mans, Ecole superieure des Beaux-Arts, Nicolas Horvath; 12 horas
- 2018 Badajoz, Conservatorio Superior de Música Bonifacio Gil durante la Noche en Blanco. Coordinado por Alicia S. Reyes con la colaboración de 11 pianistas y 12 artistas de diversas disciplinas; pintura, danza, canto e instrumentistas de otras especialidades como viento madera, cuerda y máquinas de escribir. 840 repeticiones, 13 horas y 18 minutos
- 2020 Berlin, Livestream 30-31 de mayo, Igor Levit; 11 horas 55 minutos.[14]
- 2025 Santander, Fundación Gerardo Diego, homenaje al centenario de la muerte de Erik Satie (1 de julio de 1925). Coordinado por Luis Aracama y Esteban Sanz Vélez, con la colaboración de 55 músicos y aficionados de Cantabria. 840 repeticiones, 18 horas y 47 minutos 59 segundos.[15][16]

## Análisis
La partitura no incluye una indicación metronómica de tempo, solamente aparece la expresión Trés lent. En la grabación Alan Marks de 1987 el motivo se repite cuarenta veces, abarcando 1 hora y 10 minutos. 